# Michail Devjat'jarov (sciatore 1985)
Michail Michajlovič Devjat'jarov (in russo Михаил Михайлович Девятьяров?; Čusovoj, 11 novembre 1985) è un ex fondista russo.
È figlio di Michail, a sua volta fondista di alto livello; per distinguerlo dal padre, a volte è indicato come "Michail Devjat'jarov junior".

## Biografia
In Coppa del Mondo ha esordito il 25 ottobre 2003 a Düsseldorf (66°) e ha ottenuto la prima vittoria, nonché primo podio, il 21 marzo 2007 a Stoccolma.
In carriera ha preso parte a un'edizione dei Giochi olimpici invernali, Vancouver 2010 (8° nella sprint), e a tre dei Campionati mondiali (15° nella sprint a Sapporo 2007 il miglior risultato).

## Palmarès

### Mondiali juniores
- 2 medaglie:
  - 1 oro (staffetta a Rovaniemi 2005)
  - 1 bronzo (inseguimento a Rovaniemi 2005)

### Coppa del Mondo
- Miglior piazzamento in classifica generale: 40º nel 2007
- 2 podi (1 individuale, 1 a squadre):
  - 2 vittorie

#### Coppa del Mondo - vittorie
| Data            | Località  | Nazione   | Spec.                       |
| --------------- | --------- | --------- | --------------------------- |
| 21 marzo 2007   | Stoccolma | Svezia    | SP TC                       |
| 13 gennaio 2013 | Liberec   | Rep. Ceca | TS TL (con Nikolaj Morilov) |

Legenda:

TC = tecnica classica

TL = tecnica libera

SP = sprint

TS = sprint a squadre